# XXVI millennio a.C.
Il XXVI millennio a.C. inizia il 1º gennaio dell'anno 26000 a.C. e termina il 31 dicembre dell'anno 25001 a.C. incluso.

## Invenzioni, scoperte, innovazioni
- Europa: Fase antica del Gravettiano (Perigordiano IV), datata tra 26 000 e 24.000 a.C., è caratterizzata, soprattutto nella sua parte inferiore, dalle flechettes. Con questo termine si intendono le punte a forma di foglia, con simmetria bilaterale, ottenute mediante un ritocco erto marginale, il cui orientamento e la cui localizzazione variano considerevolmente. In questa fase i bulini sono prevalentemente su supporto laminare, a stacchi laterali multipli su troncatura; sono anche presenti grattatoi frontali piatti su grandi schegge.